# Blízké setkání

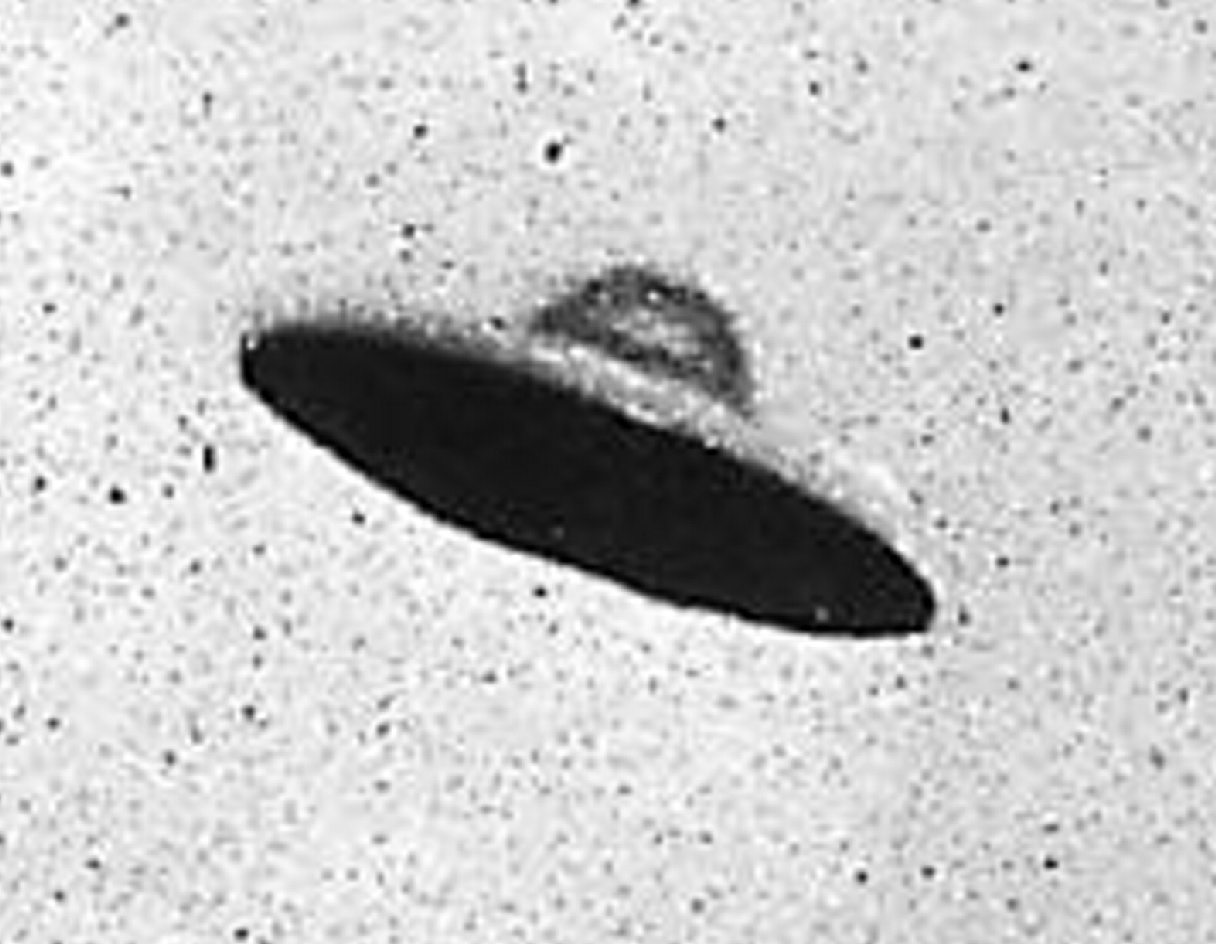
Údajný létající talíř spatřený v New Jersey roku 1952.

Blízká setkání se nazývají události, ve kterých se člověk stane pozorovatelem přítomnosti neidentifikovaného létajícího objektu (anglicky Unidentified Flying Object) známé jako UFO.
Terminologii a klasifikační systém představil americký astronom a UFO badatel českého původu Joseph Allen Hynek ve své knize The UFO Experience: A Scientific Inquiry  (1972). Právě on definoval tři typy kontaktů. Hynek a ostatní badatelé navrhli, aby se případné blízké setkání uskutečnilo v rámci 160 m (500 stop), čímž je možnost vyloučit, případně snížit možnost chybné identifikace konvenčního letadla nebo jiných známých jevů. Toto měřítko se stalo široce známým, když ho použili američtí filmaři do názvu filmu Blízká setkání třetího druhu z roku 1977. Hynek sám hrál cameo na konci filmu.

## Členění podle J. A. Hyneka

### Prvního druhu
Sledování jednoho nebo více neidentifikovaných létajících objektů:
- Létající talíře
- Podivná světla
- Letící objekty, které neodpovídají stávající technologii.

### Druhého druhu
Pozorování UFO a s nimi souvisejících fyzikálních efektů:
- Teplo nebo záření
- Poškození okolí
- Kruhy v obilí
- Ochrnutí lidí (znecitlivění)
- Vystrašení zvířat
- Interference s motory (např. přerušení chodu) nebo TV či rádiem.
- Účinky v čase: mezery v paměti spojené s UFO.

### Třetího druhu
Pozorování toho, co Hynek nazval „živé bytosti“, pozorované v souvislosti s pozorováním UFO.

### Rozšíření Hynekovy stupnice[zdroj?]

#### Čtvrtého druhu
Únos mimozemšťany.

#### Pátého druhu
Kontakt iniciovaný lidmi. Zakladatelem iniciativy tohoto blízkého setkání je americký lékař a ufolog Steven M. Greer.

#### Šestého druhu
Smrt člověka nebo zvířete spojená s pozorováním UFO.[zdroj?]

#### Sedmého druhu
Vytvoření hybridních živočichů, křížence člověka a mimozemšťana, buď pohlavní reprodukcí nebo umělými vědeckými metodami.[zdroj?]